# Phil Waugh
Philip Robert Waugh (Sydney, 22 settembre 1979) è un dirigente d'azienda, dirigente sportivo e rugbista a 15 australiano, già terza linea ala degli Waratahs e recordman di presenze per tale formazione (135) in Super Rugby.

## Biografia
Capitano della squadra di rugby della Shore School, nel 1997 Waugh rappresentò l'Australia a livello di nazionale studentesca; l'anno successivo entrò nella squadra dell'Università di Sydney e nel 1999 debuttò nel Super 12 nelle file dei Waratahs.
Nel 2000 debuttò con i Wallabies contro l'Inghilterra; in Nazionale prese parte anche alla Coppa del Mondo di rugby 2003 che si tenne proprio in Australia; in quell'anno vinse anche la John Eales Medal, essendosi distinto come uno tra i migliori avanti a livello internazionale.
Iniziò il 2007 con un infortunio alla caviglia, a causa del quale saltò parte della stagione ma prese poi parte alla successiva Coppa del Mondo di rugby 2007 in Francia; l'anno successivo disputò la finale del Super 14 2008, poi persa contro i Crusaders 12-20.
Nel giugno 2009, invitato dai Barbarians, fu insignito del ruolo di capitano in occasione dell'incontro con la Nazionale australiana.
Il 22 giugno 2011 Waugh ha annunciato il suo ritiro alla fine della stagione di Super Rugby per intraprendere una nuova carriera nel mondo degli affari; in 13 stagioni ha disputato 136 incontri per il Nuovo Galles del Sud (di cui 132 in Super Rugby con gli Waratahs, di cui 57 come capitano).